# (4914) Pardina
(4914) Pardina es un asteroide perteneciente al cinturón de asteroides, descubierto el 9 de abril de 1969 por el equipo del Observatorio Félix Aguilar desde el Complejo Astronómico El Leoncito, San Juan, Argentina.

## Designación y nombre
Designado provisionalmente como 1969 GD. Fue nombrado Pardina en honor a la astrónoma argentina Elsa Gutiérrez Rodríguez-Pardina que ha trabajado en el campo de la mecánica celeste durante más de 30 años.

## Características orbitales
Pardina está situado a una distancia media del Sol de 2,625 ua, pudiendo alejarse hasta 3,040 ua y acercarse hasta 2,210 ua. Su excentricidad es 0,158 y la inclinación orbital 12,53 grados. Emplea 1554 días en completar una órbita alrededor del Sol.

## Características físicas
La magnitud absoluta de Pardina es 11,6. Tiene 10,9 km de diámetro y su albedo se estima en 0,373.